# Агроскин, Афанасий Ильич
Афанасий Ильич Агроскин (22 июня 1905, Горки, ныне Могилёвская область Белоруссии — 13 сентября 1990, Новосибирск, РСФСР, СССР) — советский геодезист, кандидат технических наук (1952), профессор (1974).

## Биография
Родился 22 июня 1905 года в городе Горки современной Могилёвской области Белоруссии. Окончил Сибирский институт сельского хозяйства и лесоводства (1929), получив квалификацию инженера-землеустроителя. С 1930 по 1933 год трудился учителем и завучем в Красноярском топотехникуме. В 1933 году перешёл в Сибирский астрономо-геодезический институт в Омске; после объединения этого вуза с Новосибирским инженерно-строительным институтом занял должность старшего преподавателя геодезического факультета. С 1939 года — первый директор Новосибирского института инженеров геодезии, аэрофотосъёмки и картографии (НИИГАиК).
С мая 1941 по февраль 1946 года — военнослужащий действующих частей Ленинградского, Волховского и 2-го Прибалтийского фронтов. Был инженером военного геодезического отряда, помощником начальника ВТО и начальником ВТС штаба Ударной армии. Согласно наградному листу, на фронте с июля 1941, член ВКП(б), по национальности еврей.
В 1946 году по просьбе Главного Управления геодезии и картографии отозван со службы, вернулся в НИИГАиК, вновь назначен его директором (1946—1951), затем работал деканом геодезического факультета (1954—1955), заведующим (1951—1956 и 1958—1973), профессором кафедр геодезии и высшей геодезии.
В 1955—1957 годах — профессор Шанхайского политехнического института и Уханьского института геодезии и картографии. Работа в учебных заведениях КНР стала основой для двух курсов лекций по теории и практике создания государственной геодезической сети.
Автор свыше 30 научных трудов по организации опорных геодезических сетей с методами их математической обработки, а также учебных пособий для студентов-геодезистов.
Похоронен на Заельцовском кладбище Новосибирска (квартал 65).

## Научные работы
- Полигонометрия. Курс лекций. Шанхайский политехнический институт. На китайском и русском языках. 310 с.
- Об учёте ошибок исходных данных при посредственном методе уравнивания //Тр./НИИГАиК. 1958
- Об уравнивании обширных сетей триангуляции // Известия вузов. 1961. № 1. С.4
- Некоторые вопросы теории и практики современной полигонометрии //Тр. / НИИГАиК. 1967. Т.20. — Новосибирск, 1967.[1]

## Награды
Ордена Отечественной войны 1-й (19.03.1945) и 2-й степени (03.06.1945), «Знак Почёта» (1953, 1983), 12 медалей, в том числе «За боевые заслуги» (28.10.1943), «За оборону Ленинграда» (12.08.1943), «За освобождение Варшавы» (09.06.1945), «За взятие Берлина» (09.06.1945), «За победу над Германией в Великой Отечественной войне 1941—1945 гг.».